# John Webb (calciatore)
John Webb (Liverpool, 10 febbraio 1952) è un ex calciatore inglese, di ruolo difensore.

## Carriera
Firma per il Liverpool nel febbraio 1969 e dopo aver subito un grave infortunio riesce ad entrare a far parte della prima squadra dei Reds nella stagione 1972-1973 senza però riuscire mai ad esordire. Restò con i Reds sino al 1974, con un passaggio in prestito al Plymouth nel 1973.
Svincolatosi si accasò nel 1974 al Tranmere, club militante nella terza serie inglese. Con i Rovers retrocedette nella serie inferiore al termine della Third Division 1974-1975.
Nell'estate 1975 passa alla neonata franchigia NASL dei Chicago Sting. Con gli statunitensi non riuscì ad accedere ai playoff per il titolo della stagione 1975.
Nel campionato seguente vince la propria division ma viene eliminato al secondo turno dei playoff contro i futuri campioni del Toronto Metros-Croatia. Nella terza stagione con gli Sting non riesce a superare la prima fase del torneo.
Nel 1977 torna in Europa per giocare con i nederlandesi del MVV, militanti nella locale serie cadetta. Con il MVV riesce ad ottenere l'immediata promozione in massima serie, nella quale militerà per due stagioni.
Nell'estate 1980 torna in America per giocare con i canadesi dell'Edmonton Drillers, franchigia della NASL. Con i Drillers nella stagione 1980 raggiunse i quarti di finale dei playoff per il titolo, perdendo contro i futuri finalisti del Ft. Lauderdale Strikers. Nelle due stagioni seguenti Webb con i suoi non riuscì mai a superare la prima fase del torneo nordamericano. Con i Drillers giocò anche nella North American Soccer League Indoor, vincendo il campionato 1980-1981.
Terminata l'esperienza canadese tornò nei Paesi Bassi ove chiuse la carriera agonistica nel Bilzerse.

## Palmarès

### Indoor soccer
- NASL Indoor: 1

Edmonton Drillers: 1980-1981.